# Phespia simulans
Phespia simulans är en skalbaggsart som beskrevs av Bates 1873. Phespia simulans ingår i släktet Phespia och familjen långhorningar. Inga underarter finns listade i Catalogue of Life.